# Децебал
Децеба́л или Дечеба́л (лат. Decebalus; 49 — 106 годы) — царь дакийцев (даков) около 86 — 106 гг. Существует мнение, что Децебал — это не собственное имя, а титул «царь» или «князь». Иногда Децебал отождествляется с Диурпанеем, но авторитетная энциклопедия Паули-Виссова считает их разными людьми.

## Начало правления
В 86 году Дечебал вторгся в Мёзию, разбил римского наместника Оппия Сабина и завладел большей частью этой провинции. В ответ на эти действия римский император Домициан в 87 году направил в Дакию свои войска под командованием Корнелия Фуска. Но они были разбиты, а Дечебал захватил все римские знамёна. В 88 году новые римские войска под командованием военачальника Теттия Юлиана вторглись в Дакию. Решающее сражение произошло при Тапэ в Трансильвании, в котором Юлиан подавил силы даков. Тем не менее, Юлиан не мог долго оставаться на территории даков, так как германские племена квадов усилили давление на Римскую империю. Несмотря на одержанную победу, из-за нехватки сил римлянам пришлось заключить мир, достаточно унизительный для них: хотя Дечебал был вынужден признать себя клиентом Рима, он получил большой выкуп деньгами. Как считают некоторые историки, это обстоятельство привело к последующему свержению Домициана.

## Война с Траяном (101—102 гг. н. э.)
Сразу же после вступления на трон император Траян начал подготовку к войне с даками. Весной 101 года Траян напал на Дакию. Римляне снова дали сражение при Тапэ, которое выиграли. Но продвижение вглубь страны было медленным, так как даки не оставляли без боя ни одного селения. Наступившая зима заставила Траяна остановиться и укрыться в укрепленных лагерях. Дечебал воспользовался этой ситуацией и, собрав силы даков, поддерживаемых бастарнами и сарматами, атаковал провинцию Мёзию. Траян был вынужден переправить часть своих сил из Дакии в Мёзию, где в решающем сражении с большими потерями одолел даков. Весной 102 года Траян продолжил наступление. Тяжелые потери даков заставили Дечебала просить мира.

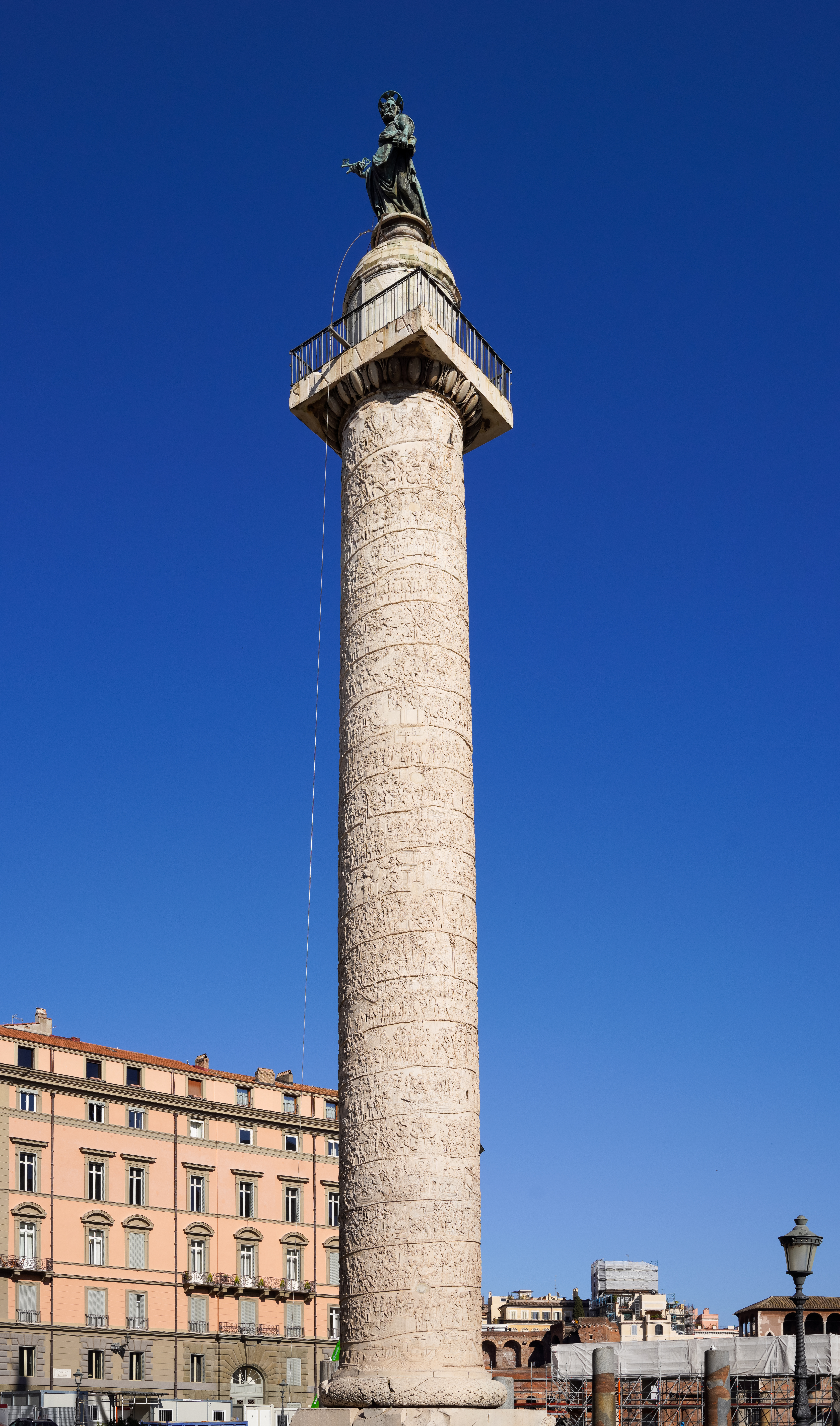
Траянова колонна в Риме

Этот мирный договор, в отличие от предыдущего, был очень невыгоден для Дечебала. Согласно ему римлянам были оставлены все территории, которые они успели захватить. Также Дечебал должен был разрушить оборонительные укрепления в стране, сдать римлянам оружие. Во внешней политике он должен был устанавливать связи с другими народами только под руководством Рима. Данный договор был воспринят обеими сторонами лишь как перерыв и возможность собраться с силами. Несмотря на условия мира Дечебал начал укреплять армию, готовиться к новой войне. В то же время Траян не стал уповать на данный договор, так как его целью было полное покорение Дакии.

## Война с Траяном (105—106 годы)

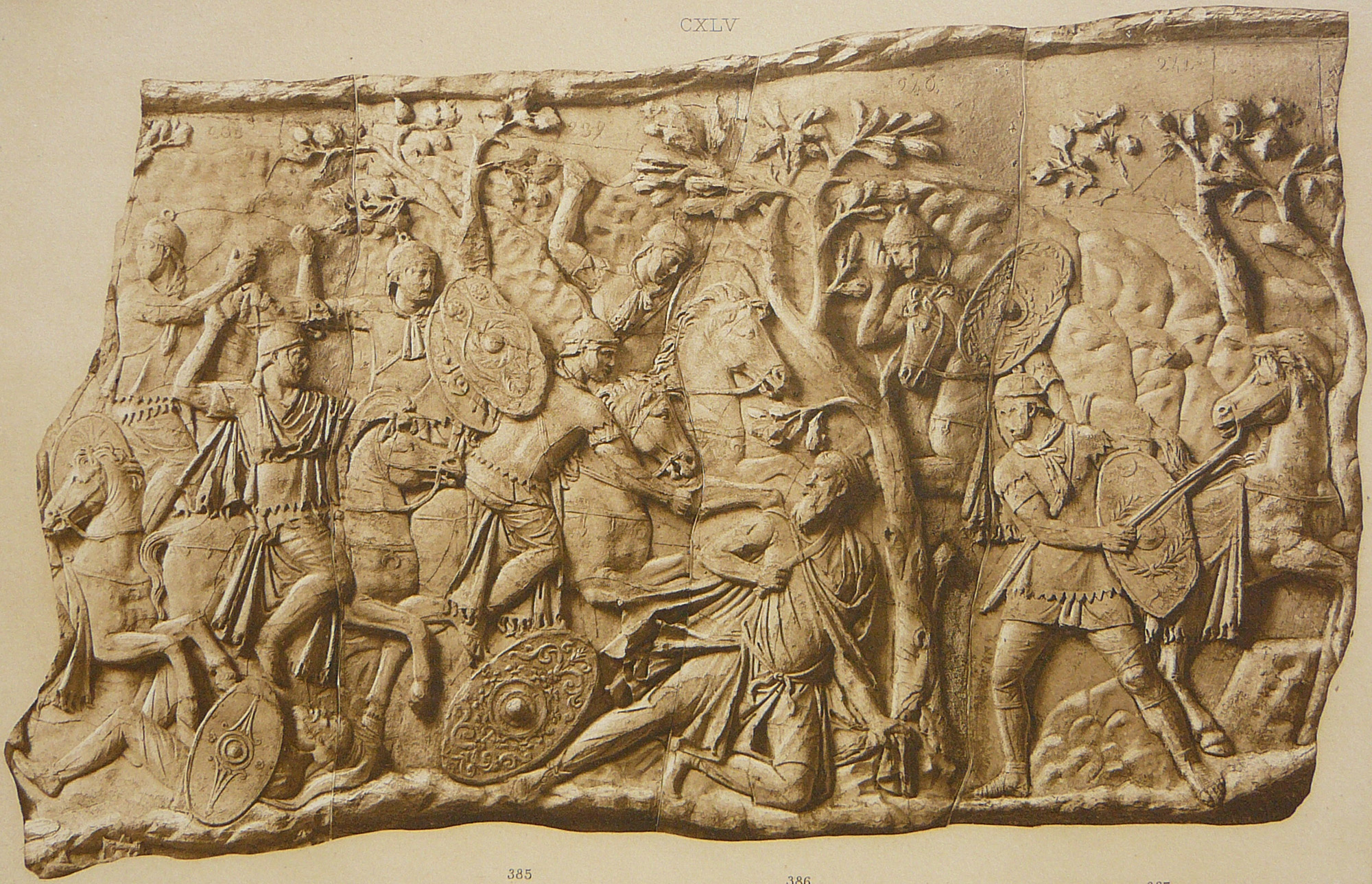
Самоубийство Децебала в изображении на колонне Траяна

В начале лета 105 года Траян, воспользовавшись нарушением Дечебалом мирного договора 102 года, вторгся в Дакию, наведя мост через Дунай. Римляне атаковали страну сразу с нескольких направлений. Все усилия Дечебала были тщетны, и римская армия продвигалась вглубь страны до тех пор, пока не пала Сармизегетуза. Дечебал, раненый в сражении, попытался скрыться, чтобы организовать новое сопротивление, но ему это не удалось. Тогда он, чтобы не попадать в плен, совершил самоубийство, пронзив себя мечом. После смерти Дечебала римская армия лишь подавляла незначительные очаги восстаний. Траян захватил большие богатства Дакии, а 500 тысяч пленных даков были проданы в рабство. На захваченной территории в 106 году была образована римская провинция Дакия.
В Риме в честь победы над даками была возведена Колонна Траяна.

## В искусстве

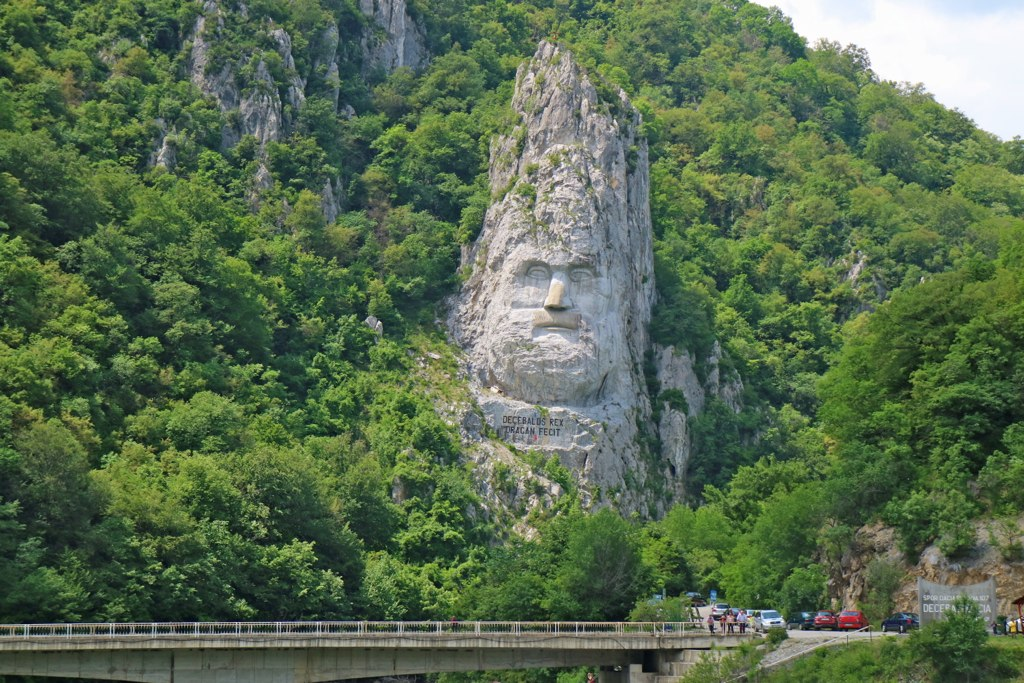
Скульптура Дечебала на Дунае

Децебал является действующим лицом сказки Кармен Сильва «Дочь Децебала». Образ царя Дечебала показан в фильмах «Даки» и «Колонна», где его сыграл румынский актёр Амза Пелля. В 1961 году румынский композитор Георге Думитреску написал оперу «Дечебал».
В 1994—2004 годах в скале на берегу Дуная вблизи Оршовы было высечено
42-метровое лицо Дечебала, ставшее крупнейшим скальным рельефом Европы.
Второму дакийскому походу Траяна посвящён один из эпизодов романа Кейт Куинн «Императрица семи холмов», написанного в жанрах исторической фантастики и приключений. В нем раскрывается образ царя Децебала и обстоятельства его гибели.